# Cedusa aziza
Cedusa aziza är en insektsart som beskrevs av Kramer 1986. Cedusa aziza ingår i släktet Cedusa och familjen Derbidae. Inga underarter finns listade i Catalogue of Life.